# Calan
Calan é uma comuna francesa na região administrativa da Bretanha, no departamento Morbihan. Estende-se por uma área de 12,23 km². Em 2010 a comuna tinha 1 250 habitantes (densidade: 102,2 hab./km²).